# Верзей
Верзе́й (фр. Verzeille) — коммуна во Франции, находится в регионе Лангедок — Руссильон. Департамент коммуны — Од. Входит в состав кантона Сент-Илер. Округ коммуны — Лиму.
Код INSEE коммуны — 11408.

## Население
Население коммуны на 2008 год составляло 418 человек.
| 1962 | 1968 | 1975 | 1982 | 1990 | 1999 | 2008 |
| ---- | ---- | ---- | ---- | ---- | ---- | ---- |
| 271  | 297  | 322  | 341  | 355  | 358  | 418  |

## Экономика
В 2007 году среди 270 человек в трудоспособном возрасте (15—64 лет) 197 были экономически активными, 73 — неактивными (показатель активности — 73,0 %, в 1999 году было 65,7 %). Из 197 активных работали 180 человек (98 мужчин и 82 женщины), безработных было 17 (4 мужчин и 13 женщин). Среди 73 неактивных 34 человека были учениками или студентами, 14 — пенсионерами, 25 были неактивными по другим причинам.